# Ginny Come Lately
"Ginny Come Lately" is een nummer van de Amerikaanse zanger Brian Hyland uit 1962. Het lied is geschreven door Peter Udell en Gary Geld en stond op Hylands album "Sealed with a Kiss" uit hetzelfde jaar.
In 1962 bereikte het nummer de vijfde plaats in de UK Singles Chart en de eenentwintigste plaats in de Billboard Hot 100. Het nummer is gecoverd door Adam Faith (voor het album For You uit 1963), The Tremeloes (voor het album Big Big Hits of '62 uit 1963) en Freddie Starr (als single in 1974). In Nederland behaalde Albert West in 1973 zijn eerste Top 40-notering met zijn versie van het lied.

## NPO Radio 2 Top 2000
| Nummer met noteringen in de NPO Radio 2 Top 2000 | '99  | '00 | '01  |
| ------------------------------------------------ | ---- | --- | ---- |
| Ginny Come Lately                                | 1731 | -   | 1856 |

1. ↑  Een '-' betekent dat het nummer niet was genoteerd en een vetgedrukt getal geeft de hoogste notering aan.
2. ↑  Deze tabel is bijgewerkt tot en met de laatste editie (2024).